# NBACentel
NBACentel (a veces escrito como NBA Centel), a menudo denominado simplemente como Centel, es el nombre de usuario de una página de periodismo deportivo satírico en Twitter. La página Centel, una parodia de la página agregador de noticias de la National Basketball Association (NBA), NBACentral, a menudo publica titulares falsos, humorísticos o extravagantes sobre equipos, jugadores, entrenadores y personalidades de la NBA. Debido a la apariencia similar de la cuenta a NBACentral, muchos lectores son engañados por los titulares satíricos de la cuenta y los confunden con informes deportivos genuinos. Jugadores profesionales de la NBA y figuras de los medios deportivos han sido engañados por la cuenta.
A pesar de etiquetarse explícitamente como una cuenta de parodia, NBACentel ha sido objeto de críticas en línea debido a su contribución a la desinformación monetizada en las redes sociales. La cuenta recibió aún más atención después de que fue abruptamente baneada en la sombra en X el 26 de febrero de 2025, antes de ser restablecida al día siguiente. A abril de 2025, Centel tiene más de 600 000 seguidores en la plataforma.

## Historia
NBACentel es una cuenta X que parodia directamente a «NBACentral», un agregador de noticias de baloncesto en la plataforma. La cuenta se abrió en julio de 2022 con un nombre de usuario diferente e inicialmente publicó contenido de la NBA que no era parodia antes de cambiar a su identidad NBACentel en 2023. El propietario de la cuenta, un individuo de Toronto que permanece anónimo, atribuye su inspiración principalmente a «Ballsack Sports», otra cuenta «trol» que ha tenido citas falsas recogidas y difundidas por medios de comunicación legítimos.
Los periodistas han sugerido que la estructura de incentivos de X, que permite la monetización de las publicaciones de los suscriptores de X Premium, ha llevado al aumento de cuentas como Centel.
En julio de 2023, poco después de que Centel comenzara a publicar contenido satírico, la página engañó con éxito al delantero de los Golden State Warriors, Draymond Green, para que respondiera a una cita falsa atribuida al jugador retirado Kevin Garnett. Esto provocó una respuesta de Garnett, quien señaló que Centel era una cuenta falsa y pidió al CEO de X, Elon Musk, que «lo arreglara». Desde entonces, otros jugadores y miembros de los medios de comunicación han sido engañados o han llamado la atención sobre los tuits de Centel, como Kevin Durant, Stephen A. Smith y Colin Cowherd.

### Historias falsas notables
Una de las publicaciones más notables de Centel fue una historia falsamente atribuida al periodista independiente de la NBA Brandon «Scoop B» Robinson, que supuestamente citaba al jugador de la NBA LeBron James habiendo declarado: «Es una locura, estaba escuchando '[Mo Money Mo Problems]' temprano hoy en el auto y tuve una extraña sensación de que hoy era el día en que los federales atraparían a Diddy». Robinson afirmó que sus contactos en la industria del entretenimiento lo felicitaron por la supuesta historia.
En octubre de 2024, Durant hizo referencia a Centel en varios tuits; en uno, respondió a una publicación profana en X dirigida a él por el usuario @JasonAWilkinson, quien respondió a una publicación de Centel que incluía una cita falsa atribuida a Durant. Durant le respondió a Wilkinson: You got centel'd («Te Centel-aron»). Este intercambio dio lugar a un tuit del Diccionario Merriam-Webster que reconocía con humor la palabra centel'd como verbo en inglés. En esa época, la cuenta tenía aproximadamente 154 000 seguidores. Durant también declaró que revisa los comentarios de las publicaciones de la cuenta «solo para ver cuántos ingenuos se conectan creyendo tener un alto coeficiente intelectual».
El 11 de noviembre, Centel publicó una cita inventada del entrenador en jefe de los Milwaukee Bucks, Doc Rivers, escribiendo con humor que Rivers «informó a los Bucks que comenzará a tomarse el entrenamiento "en serio" ahora», después de que el equipo perdiera ocho de sus primeros 10 juegos para comenzar la temporada 2024-25.   Tras esa publicación, los Bucks ganarían nueve de sus siguientes 10 juegos y ganarían el torneo de la NBA Cup 2024.
Centel sacó una historia ficticia el 21 de febrero de 2025, informando que los Mavericks habían prohibido a los aficionados que usaran camisetas de Luka Dončić de entrar al estadio local del equipo, el American Airlines Center. Esto se produjo después de varios casos reales de fanáticos de los Mavericks que fueron escoltados fuera de los juegos locales por corear o sostener carteles que decían Fire Nico («Despidan a Nico»), una respuesta negativa al intercambio de Dončić a Los Angeles Lakers a principios de mes por parte del gerente general de los Mavericks, Nico Harrison. El titular falso de Centel engañó a Cowherd, quien mencionó la historia falsa durante su programa en Fox Sports 1 (FS1). 

### Baneo en la sombra en X
En la tarde del 26 de febrero de 2025, las publicaciones de la página de perfil @TheNBACentel en X dejaron de cargarse y las publicaciones de la cuenta cesaron. Al principio no estaba claro si el baneo de la cuenta indicaba una suspensión permanente. Como la cuenta parecía cerrada, Centel recibió publicaciones de homenaje en X de Stephen A. Smith y las cuentas oficiales de varios equipos de la NBA, publicando hashtags como #RIPCentel y #FreeCentel, y dedicando victorias de los juegos de esa noche en honor a la cuenta.
Aunque la cuenta de Centel fue transparente en su parodia, no se etiquetó oficialmente como una cuenta de parodia en X, lo que muchos usuarios especularon que fue la razón del cierre de la cuenta. El propietario de la cuenta «Ballsack Sports» tuiteó: «Centel me ha dicho que solo quiere volver y divertirse con ustedes. Esperamos que esto sea una restricción temporal de su cuenta, y no un bloqueo». Centel continuó publicando en Instagram, y su cuenta X fue restaurada a la mañana siguiente, el 27 de febrero. La cuenta había acumulado alrededor de 357 000 seguidores en el momento de la prohibición temporal.

### Redes sociales
1. ↑  KDTrey5 (14 de octubre de 2024). «You got centel'd..."» (tuit). Consultado el 28 de febrero de 2025 – via X/Twitter.
2. ↑  TheNBACentel (11 de noviembre de 2024). «Doc Rivers have informed the Bucks he'll start taking coaching 'seriously' now, per @ChrisBHayne» (tuit). Consultado el 27 de febrero de 2025 – via X/Twitter.
3. ↑  TheNBACentel (21 de febrero de 2025). «BREAKING: The Mavericks organization has announced they will ban fans from wearing Luka Doncic jerseys as a way to move forward from him. (Via @ChrisBHayne)» (tuit). Consultado el 27 de febrero de 2025 – via X/Twitter.
4. ↑  TheNBACentel (24 de febrero de 2025). «'I saw a story where they won't let Luka jerseys in the building in Dallas.' Colin Cowherd got CENTEL'D. 😭😭😭» (tuit). Consultado el 26 de febrero de 2025 – via X/Twitter.